# Op één
Op één is een televisieprogramma op de Vlaamse televisiezender Eén geproduceerd door Warner Bros. Het wordt gepresenteerd door Kobe Ilsen en loopt sinds 25 april 2018 op Eén.

## Concept
Kobe Ilsen zoekt uit wat men in België kan leren van andere landen. Op basis van verschillende lijsten reist hij de wereld rond en bezoekt hij de slechtste, maar ook de best scorende landen rond thema's zoals wonen, onderwijs en obesitas. Hij klopt aan bij gewone mensen en praat met hen over de situatie aldaar. Hij vergelijkt zijn bevindingen met de positie van België op deze lijsten. Zo wil hij uitzoeken of België 'goed' of 'slecht' bezig is, en wat men in België van de andere landen kan leren.

## Afleveringen en bestemmingen

### Seizoen 1
|   | Thema      | Landen                 | Eerste uitzending | Kijkcijfers |
| - | ---------- | ---------------------- | ----------------- | ----------- |
| 1 | Obesitas   | Amerikaans-Samoa Japan | 25 april 2018     | 757.425     |
| 2 | Veiligheid | IJsland Irak           | 2 mei 2018        | 634.857     |
| 3 | Afval      | Ghana Hawaï            | 9 mei 2018        | 592.672     |
| 4 | Wonen      | Australië Hong Kong    | 16 mei 2018       | 836.648     |
| 5 | Onderwijs  | Singapore Benin        | 23 mei 2018       | 791.446     |
| 6 | Werk       | Verenigde Staten India | 30 mei 2018       | 679.353     |
| 7 | Relaties   | Turkije Letland        | 6 juni 2018       | 429.361     |
| 8 | Voetbal    | Brazilië Gibraltar     | 13 juni 2018      | 731.506     |

### Seizoen 2[10]
|   | Thema              | Landen                | Eerste uitzending |
| - | ------------------ | --------------------- | ----------------- |
| 1 | Alcoholgebruik     | Moldavië Libanon      | 8 januari 2019    |
| 2 | Ouderdom           | Japan Mexico          | 15 januari 2019   |
| 3 | Verkeersveiligheid | Singapore Liberia     | 22 januari 2019   |
| 4 | Vlees eten         | Argentinië India      | 29 februari 2018  |
| 5 | Lichaamsbeweging   | Slovenië Zuid-Korea   | 5 februari 2018   |
| 6 | Luchtkwaliteit     | Zweden Mongolië       | 12 februari 2019  |
| 7 | Waterschaarste     | Koeweit Guyana        | 19 februari 2019  |
| 8 | Goed leven         | Noorwegen Zuid-Afrika | 28 februari 2019  |